# Lina Christiansson
Lina Christiansson (ur. 15 listopada 1977) – szwedzka snowboardzistka. Nie startowała na igrzyskach olimpijskich. Na mistrzostwach świata najlepszy wynik uzyskała na mistrzostwach w Madonna di Campiglio, gdzie zajęła 16. miejsce w snowcrossie. Najlepsze wyniki w Pucharze Świata osiągnęła w sezonie 2001/2002, kiedy to zajęła 13. miejsce w klasyfikacji generalnej, a w klasyfikacji snowcrossu była siódma.
W 2002 r. zakończyła karierę.

## Sukcesy

### Mistrzostwa Świata
| Miejsce | Dzień       | Rok  | Miejscowość          | Konkurencja    | Zwycięzca     |
| ------- | ----------- | ---- | -------------------- | -------------- | ------------- |
| 45.     | 27 stycznia | 2001 | Madonna di Campiglio | Halfpipe       | Doriane Vidal |
| 16.     | 28 stycznia | 2001 | Madonna di Campiglio | Snowboardcross | Karine Ruby   |

### Puchar Świata

#### Miejsca w klasyfikacji generalnej
- 1998/1999 - 86.
- 1999/2000 - 127.
- 2000/2001 - 57.
- 2001/2002 - 13.

#### Miejsca na podium
1. Whistler – 6 grudnia 2001 (Snowcross) - 2. miejsce